# Käfer István
Käfer István (Budapest, 1935. június 3. – 2024. augusztus 5.) magyar irodalomtörténész, bibliográfus, műfordító, nyelvész.

## Életpályája
Nagyapja Trencsén vidékéről került szabóinasnak Budapestre. Apja rövid ideig a Tanácsköztársaság katonája volt. 1943 tavaszán Érsekújvárra költöztek, de 1944 októberében lakásukat lebombázták. 1946-ban a fokozódó magyarellenesség elől visszaszöktek Budapestre. Érsekújvár után ott folytatta tanulmányait. 1953-ban akarata ellenére magyar-szlovák tanári szakra vették fel, ahol 1957-ben végzett. A budapesti szlovák kollégiumban tanított, majd Pozsonyban a Comenius Egyetem magyar tanszékén oktatott.
1991-ben szlovák tanszéket alapított. Fokozatosan jött létre a Szlavisztika és Közép-Európa Intézet három tanszékkel, melyeket 2010 után feloszlatták.
A Pázmány Péter Katolikus Egyetem Szlovák Intézetének vezetője.

## Díjai, elismerései
- 1992 Comenius-emlékérem
- 1993/1995 Björnson-díj
- 1997 Pest Megye Tudományos Díja
- 2003 Fraknói Vilmos-díj
- 2004 Pázmány Péter-díj
- 2013 Jószomszédságért és Egyetértésért Díj[3]
- 2021 A Magyar Érdemrend tisztikeresztje

## Művei
- 1977 Az Egyetemi Nyomda négyszáz éve [1577-1977]
- 1981 Megjegyzések egy fordítással kapcsolatban. Irodalmi Szemle 1981/4
- 1985 A szlovák és a cseh irodalom magyar bibliográfiája
- A miénk és az övék. Írások a magyar-szlovák szellemi kölcsönösségről; Magvető, Bp., 1991
- 1993 A délszláv népek a magyar időszaki sajtóban 1780–1800
- 1998 Dona nobis pacem. Magyar–szlovák kérdések
- 2001 Hármas halom megett - Szlovák Rákóczi-tükör. Miskolc
- Dona nobis pacem. Magyar-szlovák kérdések; PPKE BTK, Piliscsaba, 2005
- Magyar szlovákságismeret; Szt. István Társulat, Bp., 2012
- Cantus catholici. Szöllősi Benedek magyar és szlovák katolikus énekeskönyve; Gerhardus, Szeged, 2012 (Szomszédok, barátok, testvérek)